# Medasina vagans
Medasina vagans är en fjärilsart som beskrevs av Moore 1887. Medasina vagans ingår i släktet Medasina och familjen mätare. Inga underarter finns listade i Catalogue of Life.